# A Jimmy-Timmy ErőÓra
A Jimmy-Timmy ErőÓra (eredeti cím: The Jimmy Timmy Power Hour) 2004-ben és 2006-ban bemutatott televíziós filmtrilógia. A műsor 3 epizódból álló crossover, amelyben a Butch Hartman által alkotott Tündéri keresztszülők és a John A. Davis által készített Jimmy Neutron kalandjai című sorozatok szereplői kerülnek közös kalandba.
A crossover első részét, A Jimmy-Timmy Erőórát (Jimmy Timmy Power Hour) 2004. május 5-én, a második részt, a Jimmy és Timmy nagy pillanatai 2.: A két tökfej összevészet (When Nerds Collide!) 2006. január 16-án, a harmadik részt, a Jimmy és Timmy nagy pillanatai 3.: Csínytevőpárost (The Jerkinators!) pedig 2006. július 21-én mutatta be az Amerikai Egyesült Államokban a Nickelodeon a két sorozat epizódjaiként. Magyarországon szintén a Nickelodeon mutatta be, de csak a második és harmadik részt, az első sosem került magyar bemutatásra.

## Cselekménye

### A Jimmy Timmy Erőóra
A történetben Timmy Turner iskolájában tudományos kiállítás készül, ám ő nem tud semmit felmutatni, ezért tündéreivel a világ legokosabb emberének laborjába kívánja magát. A kívánság hatására Timmy egy másik világba kerül, Jimmy Neutronéba, akinek robotkutyáját, Goddardot véletlenül egy óriási szörnykutyává változtatja, Jimmy
pedig átkerül Timmy világába, ahol balszerencse folytán Timmy gonosz tanára, Mr. Crocker megszerzi Jimmy egyik találmányát és mindannyian Tündérországba kerülnek, ahol Crocker átveszi a hatalmat. Timmynek le kell győznie a szörnykutyát, Jimmynek pedig Crockert.

### A két tökfej összevész
Timmy ismét ellátogat Jimmy világába, hogy elhívja annak szerelmét, Cindy-t a péntek 13-án tartandó sulibálba, ám Jimmy és barátai ezt próbálják megakadályozni. Ezalatt Jimmy ősellensége, Calamitous professzor szövetkezik Anti-Cosmóval és az antitündérekkel, akik a Föld mozgását megállítva minden napot péntek 13-ává változtatnának, ezzel pedig övék lenne a világ. A két srácnak végül össze kell dolgoznia, hogy mindkettejüket megállítsák.

### Csínytevőpáros
Timmy újfent Jimmy világába kerül, hogy találkozzon Cindyvel, aki viszont épp elutazott. A két srác emiatt közös időtöltés után néz, mely során jóbarátokká válnak, ám saját barátaikat elhanyagolják. Mókázásuk során létrehoznak egy gonosztevőt, Shirleyt, aki viszont túl gyerekesre sikerült, ezért próbálják őt lerázni. Shirley azonban megsértődik ezen és ténylegesen elkezd gonosszá válni, mely során összeolvasztja Jimmy és Timmy világát egy olyanba, ahol mindent ő irányít. A legyőzése érdekében Timmynek és Jimmynek össze kell fognia, ám a barátaik segítségére is szükségük van.

## Fogadtatás
A crossover viszonylag jó nézettséggel futott, az első rész a Variety szerint 5 milliós, míg a második rész a The New York Times szerint 5,5 milliós nézettséget produkált. Terry Kelleher, a People magazin írója az első résznek három csillagot adott a négyből, de a részt a The Washington Post is dicsérte.